# Raúl Dávila
Raúl Dávila (San Juan, 15 de septiembre de 1931-Newark, 2 de enero de 2006) fue un actor puertorriqueño, mejor recordado en los Estados Unidos por su papel de Héctor Santos en el serial televisivo estadounidense All My Children. En su país natal, Puerto Rico, quizás se le recuerda mejor como el titular «Carmelo» de la exitosa comedia de WAPA-TV, Carmelo y Punto.

## Primeros años de vida
Nació en San Juan (Puerto Rico) donde recibió su educación primaria y secundaria. Después de graduarse de la escuela superior, ingresó a la Universidad de Puerto Rico donde estudió artes dramáticas. Continuó su educación en la Universidad Tulane en Nueva Orleans, Luisiana y luego obtuvo su maestría en Artes Dramáticas en el Pasadena Playhouse de California.

## Carrera

### Debut como actor
En 1957, inició su carrera como actor en la estación de televisión Telemundo de Puerto Rico. Trabajó en más de 20 telenovelas de producción local junto a figuras como Braulio Castillo y Mario Pabón.

### Actuando en Estados Unidos
Después de seis años en Telemundo, decidió probar suerte en Estados Unidos y se mudó a la ciudad de Nueva York. Llegó a la ciudad el 23 de noviembre de 1963, el día después del asesinato del presidente John F. Kennedy. Al principio fue difícil encontrar trabajo como actor, ya que en la década de 1960 no había mucha demanda de actores hispanos. Con la ayuda de sus compatriotas puertorriqueños Raúl Juliá y Míriam Colón, pudo encontrar trabajo en un programa de una estación de televisión en español llamado Tribuna Hispana al que le siguieron Mundo Latino, De tú a tú con Raúl,  Realidades y El neoyorquino puertorriqueño.
Presidió la Organización Hispana de Actores Latinos, también conocida como HOLA por sus siglas en inglés, organización a la que prestó su apoyo el actor Raúl Juliá. El objetivo de la organización es celebrar los logros latinos en el campo del entretenimiento. Comenzó a hacer apariciones en algunos de los programas de televisión más populares de la época, como The Patty Duke Show, The Defenders y East Side. También consiguió pequeños papeles en las películas The Man with My Face, Counterplot y Felicia. Además de esos pequeños papeles, se ganaba la vida haciendo anuncios para Campbell's Soup, Colgate y The New York Telephone Co.
Ya en 1964, su talento actoral se mostró en la cadena de televisión CBS en colaboración con el director Alfredo Antonini, en un episodio del CBS Repertoire Workshop, «Feliz Borinquen», interpretándose a sí mismo.
En 1974, interpretó el papel principal en la presentación de Luis Rafael Sánchez de O casi el alma, tanto en español como en inglés.
En 1985, regresó a la isla para filmar La gran fiesta, película producida y dirigida por Marcos Zurinaga. En 1987, hizo su debut oficial en el cine de Estados Unidos, en la película The Believers junto al actor Martin Sheen. En Estados Unidos, también participó en los siguientes seriales televisivos: Guiding Light, One Life to Live y All My Children, donde interpretó el papel de Héctor Santos durante cuatro años.

## Últimos años
Vivía en Nueva Jersey, pero viajaba constantemente entre Nueva Jersey y Puerto Rico. En Puerto Rico, interpretó el papel principal en la comedia televisiva Carmelo y Punto. También actuó en tres películas de producción local, Linda Sara (con Chayanne y Dayanara Torres), Milagro en Yauco y Los Díaz de Doris.
Murió el 2 de enero de 2006, en su casa de Newark (Nueva Jersey), a causa de un ataque cardíaco. El 6 de enero de 2006, el congresista demócrata de Nueva York José Serrano publicó una declaración para ser presentada en el Registro del Congreso en honor a Dávila.

## Filmografía
- 1959: Counterplot - Mensajero
- 1965: The Patty Duke Show (serie de TV) - Carlos
- 1965: Heroína - Juez
- 1966: El escuadrón del pánico
- 1984: A Doctor's Story (película para televisión) - Jack Angel
- 1985: Private Sessions (película para televisión) - Sr. Fontana
- 1985: La gran fiesta - Don Miguel de la Torre
- 1986: Conexión en Florida (película para televisión) - Esteban
- 1987: Los creyentes - Oscar Sezine
- 1988: The Trial of Bernhard Goetz (serie de TV) - Flores
- 1990: The Old Man and the Sea (película para televisión)
- 1991: Fires Within - Reuben
- 1991: Camelo y Punto (película de televisión) - Carmelo
- 1992: Le Grand pardon II - Emilio Esteban
- 1993: La guagua aérea - Ernesto
- 1994: Law & Order (Episodio: «Coma») - Camacho
- 1994: New York Undercover (Episodio: "Missiong») - Martínez
- 1994: Linda Sara - Doctor Báez
- 1994-1998: All My Children (serie de TV) - Héctor Santos
- 1999: Los Díaz de Doris - Rodolfo
- 2005: Fuego en el alma - (papel final cinematográfico)